# Ponta do Queimado

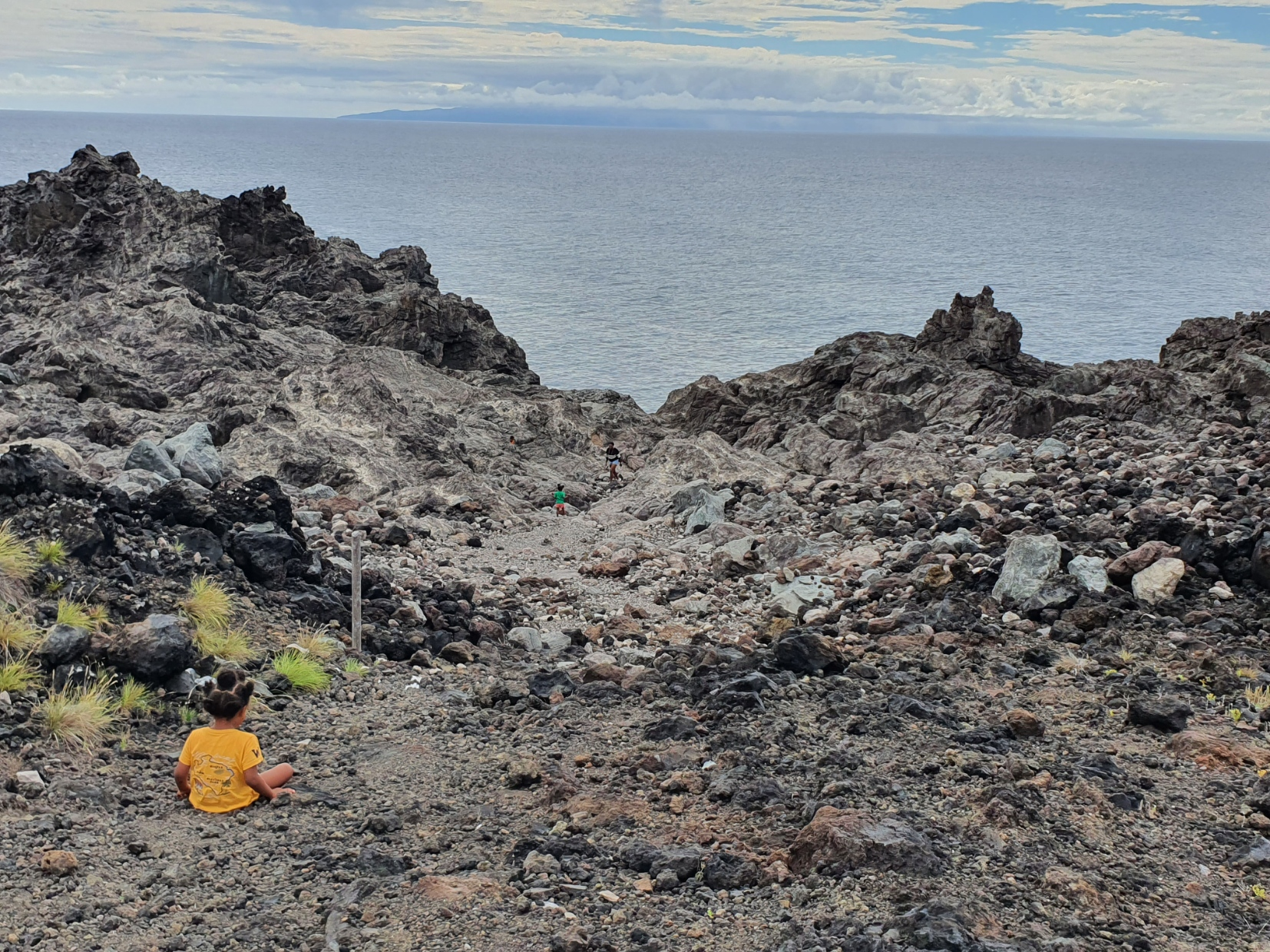
Vista a partir do Miradouro da Ponta do Queimado, com a Ilha de São Jorge no horizonte

A Ponta do Queimado, também conhecida por Ponta da Serreta, localiza-se no litoral da freguesia da Serreta, no município de Angra do Heroísmo, na ilha Terceira, nos Açores.
Este promontório é o ponto extremo ocidental da ilha. Estende-se por cerca de 100 metros adentro do mar, caracterizando-se por altas fragas e algumas grutas.
Aqui se localiza o Miradouro da Ponta do Queimado.